# Gobierno de Evgenije Popović
Después del breve gobierno del general Milo Matanović (17 de enero de 1917 - 11 de junio de 1917), se formó un gobierno encabezado por Evgenije Popović mediante decreto del rey Nikola del 11 de junio de 1917. Popović fue el excónsul general de Montenegro durante muchos años en Roma y los demás ministros eran funcionarios menos importantes. Este gobierno abogó por que Montenegro mantuviera su condición de Estado y que, en el caso de la unidad yugoslava, se uniría a la nueva comunidad como miembro igual. El primer ministro Popović es reemplazado por Jovan Plamenac, quien fue nombrado presidente por el rey Nicolás el 4 (17) de febrero de 1919.

## Miembros del gobierno
| Función                                       | La pintura    | Apellidos          | Los detalles                                          |
| --------------------------------------------- | ------------- | ------------------ | ----------------------------------------------------- |
| Presidente del Consejo de Ministros           |               | Evgenije Popović   |                                                       |
| Ministro de Relaciones Exteriores             |               | Evgenije Popović   |                                                       |
| Ministro de Hacienda y Construcción           |               | Milo M. Vujović    |                                                       |
| Ministro de Justicia                          |               | Veljko Milićević   | Hasta el 2 (15) de septiembre de 1917                 |
| Ministro de Justicia                          |               | Pero Đ. Šoć        | representante Desde el 2 (15 ) de septiembre de 1917. |
| Ministro de Educación y Asuntos Eclesiásticos |               | Veljko Milićević   | representante Hasta el 2 (15) de septiembre de 1917   |
| Ministro de Educación y Asuntos Eclesiásticos |               | Pero Đ. Šoć        | Desde el 2 (15) de septiembre de 1917.                |
| Ministro del Interior                         |               | Niko M. Hajduković |                                                       |
| Ministro de Guerra                            | representante | Niko M. Hajduković |                                                       |